# The Best of the Pogues
The Best of the Pogues è una raccolta del gruppo celtic rock irlandese The Pogues, pubblicata nel 1991.

## Tracce
1. Fairytale of New York (MacGowan/Finer) - 4:35 (album provenienza If I Should From Grace With God)
2. Sally MacLennane (MacGowan) - 2:45 (album provenienza Rum Sodomy & The Lash)
3. Dirty Old Town (MacColl) - 3:44   (album provenienza Rum Sodomy & The Lash)
4. The Irish Rover (tradizionale) - 3:38 (dal singolo St. Patrick Days
5. A Pair of Brown Eyes (MacGowan) - 3:42 (album provenienza Rum Sodomy & The Lash)
6. Streams of Whiskey (MacGowan) - 2:32  (album provenienza Red Roses For Me)
7. Rainy Night in Soho (MacGowan) - 4:45 (dal singolo Rainy Night in Soho)
8. Fiesta (MacGowan/Finer/Lindt Kotscher) - 4:12 (album provenienza If I Should From Grace With God)
9. Rain Street (MacGowan) - 4:02 (album provenienza Hell's Ditch)
10. Misty Morning, Albert Bridge (Finer) - 3:02  (album provenienza Peace & Love)
11. White City (MacGowan) - 2:31 (album provenienza Peace & Love)
12. Thousands are Sailing (Chevron) - 5:27 (album provenienza If I Should From Grace With God)
13. The Broad Majestic Shannon (MacGowan) - 2:51 (album provenienza If I Should From Grace With God)
14. The Body of an American (MacGowan) - 4:48 (dal singolo Poguetry In Motion)

## Formazione[2]
- Shane MacGowan - voce principale, chitarra
- Jem Finer - banjo, sassofono
- Spider Stacy - tin whistle, voce secondaria
- James Fearnley - fisarmonica, pianoforte, chitarra, violino, sitar, kalimba
- Terry Woods - cittern, voce secondaria
- Philip Chevron - chitarra
- Darryl Hunt - basso
- Andrew Ranken - batteria
- Kirsty MacColl - voce in Fairytale of New York
- Cait O'Riordan - basso, voce
- Siobhan Sheahan - arpa in Fairytale of New York
- Tommy Keane - Uileann pipes in Dirty Old Town e The Body of an American
- Henry Benagh - fiddle
- Elvis Costello - chitarra acustica
- Dick Cuthell - flicorno in A Rainy Night in Soho
- Bryan Clarke - sassofono contralto in Fiesta
- Joe Cashman - sassofono tenore in Fiesta
- Eli Thompson - tromba in Fiesta
- Chris Lee - tromba
- Paul Taylor - trombone
- Ron Kavana - banjo, mandolino in Thousands are Sailing